# Попов, Виталий Григорьевич
Виталий Григорьевич Попов (1904, Рязанская губерния — 1994, Москва) — медик, терапевт, заслуженный деятель науки РСФСР.

## Биография
Родился 11 августа 1904 года[по какому календарю?] в селе Морозовы-Борки Сапожковского уезда Рязанской губернии.
В 1922—1927 годах учился на медицинском факультете Московского университета и во 2-м Московском медицинском институте, где работал врачом-ординатором. Затем до 1938 года работал в Медико-биологическом институте под руководством В. Ф. Зеленина. Потом был ассистентом во 2-м Московском медицинском институте.
В годы Великой Отечественной войны сначала продолжал работать в клинике, потом стал добровольцем в 5-й Фрунзенской дивизии народного ополчения, работая в госпитальном взводе медсанбата. Был в плену, содержался в концлагере в городе Познань. После победы над Германией вернулся в Москву и продолжил работать во 2-м Московском медицинском институте.
В 1946 году перешёл в 1-й Медицинский институт, где проработал до 1970 года, став профессором. Организовал работу инфарктного отделения.
С 1970 года работал в системе 4-го Главного управления Министерства здравоохранения СССР. За участие в комплексном многоплановом исследовании по кардиологии был удостоен звания лауреата Государственной премии СССР. Указом Президиума Верховного Совета СССР от 27 июня 1978 года В. Г. Попову было присвоено звание Героя Социалистического Труда с вручением ордена Ленина и золотой медали «Серп и Молот».
Скончался 6 сентября 1994 года. Похоронен на Кунцевском кладбище, 10 уч.)..